# Oligota watti
Oligota watti – gatunek chrząszczy z rodziny kusakowatych i podrodziny Aleocharinae.
Gatunek ten opisany został w 1976 roku przez S.A. Williamsa.
Chrząszcz o ciele długości 1,5 mm i szerokości 0,63 mm, długo, delikatnie i złociście owłosionym, ubarwione błyszcząco rudobrązowo. Głaszczki szczękowe są dwubarwne: przedostatni człon jest ciemniejszy, a pozostałe rudobrązowe. Punktowanie głowy za oczami jest delikatne. Zarys pokryw jest prawie dwukrotnie szerszy niż dłuższy. Szczątkowe tylne skrzydła po rozłożeniu są niewiele dłuższe niż pokrywy. Odwłok ma na całej długości zaokrąglone boki. Powierzchnię tergitów zdobią drobne guzki, a tych od czwartego do szóstego także krótkie żeberka. Piąty tergit jest mniej więcej tak długi jak szósty.
Owad endemiczny dla Nowej Zelandii.